# Lotta Schelin
Charlotta Eva Schelin (Trangsund, 27 de febrer de 1984) es una davantera de futbol internacional amb Suècia, amb la qual ha arribat a les semifinals del Mundial, els Jocs Olímpics i la Eurocopa. És la màxima golejadora de la història de la selecció amb 80 gols. Ha jugat a Suècia i a França, on ha guanyat 2 Lligues de Campions amb el Olympique de Lió.

## Trajectòria
| Temporades      | Club                   | Títols                                      | Selecció (fases finals) |
| --------------- | ---------------------- | ------------------------------------------- | --- |
| 2001 - 2008 0   | Kopparbergs Göteborg 0 |                                             | Jocs Olímpics 2004 (4t lloc) Eurocopa 2005 (semifinals) Mundial 2007 (1a fase) Jocs Olímpics 2008 (quarts)                 |
| 08/09 - 15/16 0 | Olympique Lyonnais 0   | 3 Lligues de Campions, 8 Lligues, 5 Copes 0 | Eurocopa 2009 (quarts) · Mundial 2011 (3r lloc) · Jocs Olímpics 2012 · Eurocopa 2013 (semifinals) · Mundial 2015 (vuitens) |
| 2016 - act.     | FC Rosengard           |                                             | |